# Липовка (Тамбовский район)
В Амурской области в Серышевском районе тоже есть село Липовка
Ли́повка — село в Тамбовском районе Амурской области, Россия. Входит в Козьмодемьяновский сельсовет.

## География
Село Липовка расположено к северу от села Чуевка, в 6 км от автодороги областного значения Тамбовка — Екатеринославка.
Расстояние до районного центра Тамбовского района села Тамбовка — 15 км (на юго-запад).
Расстояние до административного центра Козьмодемьяновского сельсовета села Козьмодемьяновка — 11 км (через Чуевку).

## Население
| 2002 | 2010 | 2012 | 2013 | 2014 | 2015 | 2016 |
| ---- | ---- | ---- | ---- | ---- | ---- | ---- |
| 158  | ↘124 | ↘119 | ↗126 | ↗129 | ↗133 | ↘132 |
| 2017 | 2018 |      |      |      |      |      |
| ↘131 | →131 |      |      |      |      |      |